# علم المطلق والمقيد
علم المطلق والمقيد هو ورود الخطاب القرآني مقيد بِحَال أو وصف أو شرط، ثم يَرِد مطلق غير مقيد بوصف ولا شرط، ويقع التقييد في: الغاية، والشرط، والصفة، وهناك شروط إذا توفرت في اللفظ المطلق وجب إجراؤه على إطلاقه منها: أن لا يكون هناك إجماع على خلاف الحكم الذي يفيده المطلق بإطلاقه، وأن لا يوجد دليل مسلم بحجيته يخالف المطلق فيما دل عليه، وأن لا يرد اللفظ المطلق نفسه مقيداً في موضع آخر، وإذا خلا المطلق والمقيد عن القرائن الموجبة للحمل، فإما أن يتفق الحكم والسبب، وإما أن يتفق الحكم ويختلف السبب، وهذا المطلق يحمل على المقيد، وإما أن يتفق السبب ويختلف الحكم، فأكثر العلماء لا يحملون المطلق على المقيد في هذه الحالة، وإما أن يختلف الحكم والسبب، وهذا متفق على عدم الحمل فيه.

## التعريف
المطلق: من الإطلاق بمعنى الإرسال ويقصد به الخلو من القيد.
المقيد: ما يمنعه من التحرك الطبيعي، وهو وجود عارض يقلل من شيوع المطلق.
المطلق والمقيد في القرآن: هو ورود الخطاب القرآني مقيد بِحَال أو وصف أو شرط، ثم يرد من جنسه مطلق غير مقيد بِوَصْف ولا شرط.

## ما يقع به التقييد
- الغاية: مثل: اضرب زيداً أبدًا حتى يرجع إلى الحق، فلولا أنه قيد الضرب بالرجوع إلى الحق لاقتضى ذلك ضربه أبداً.
- الشرط: مثل: من جاء من الناس فأعطه درهماً، فقيد ذلك بالشرط.
- الصفة: مثل: أعط القرشيين المؤمنين، فقيد بصفة الإيمان، ولولا ذلك لاقتضى اللفظ كل قرشي.[5]

## حكم المطلق والمقيد
- الأولى: حكم المطلق والمقيد في حال انفراد كل منهما عن الآخر.
- والثانية: حكم المطلق والمقيد في حال اجتماعهما معاً.[21]

والمراد بالحكم أو الدلالة:
- في الحالة الأولى: مدى قوة دلالة اللفظ على المعنى الموضوع له من حيث القطعية أو الظنية، وموقف المفسر حال تبيينه للنص المطلق أو المقيد.
- في الحال الثانية: مدى تأثير المقيد على المطلق، أيقوى على تفسيره وبيانه أم لا؟.[1]

## ‌‌ شروط اللفظ المطلق
1. أن لا يكون هناك إجماع على خلاف الحكم الذي يفيده المطلق بإطلاقه،[6] فإن وجد إجماع يخالف المطلق فيما دل عليه وجب تقييد المطلق بما يتفق وحكم الإجماع، سواءً عرف دليل الإجماع أم لم يعرف،[22] لأن الإجماع أقوى في دلالته على الحكم من اللفظ المطلق، لعدم احتمال الإجماع للنسخ.[23][24]
2. أن لا يوجد دليل مسلم بحجيته يخالف المطلق فيما دل عليه، فإن وجد الدليل، وجب التوفيق بينه وبين المطلق؛[25] لأن نصوص الشرع لا تعارض بينها إلا في الظاهر، ويمكن دفع التعارض بوجه من الوجوه التي ذكرها العلماء، للتوفيق بين الأدلة المتعارضة.[7]
3. أن لا يرد اللفظ المطلق نفسه مقيداً في موضع آخر.[8]

## كيفية دلالة المطلق على معناه
يتحدد حكم المطلق، إذا ورد لفظ مطلق في نص من النصوص الشرعية، وتوفرت فيه شروط الإطلاق، اتفق العلماء على:
- وجوب العلم به على إطلاقه، وليس من حق المفسر أن يقيده أو يضيق من دائرة اتساعه بدون دليل.[27]
- أن اللفظ المطلق يحتمل التأويل، والصرف عن ظاهره المتبادر منه، إذا قام الدليل على ذلك،[28] يستوي في ذلك من يجعل للمطلق حكم الخاص،[29] ومن يجعله في قوة العام،[30] لأن صرف اللفظ الخاص بالدليل متفق عليه.[31]

## كيفية دلالة المقيد على معناه
حكم المقيد من حيث الدلالة حكم الخاص، ومع أن الاتفاق واقع على أن الخاص قطعي الدلالة، لكن سنفصل القول في حكم المقيد فيما يلي:
1. الأصل في المطلق أن يجري على إطلاقه حتى يقوم الدليل على غير ذلك.
2. والأصل في المقيد أن يعمل به مع قيده حتى يقوم الدليل على غير ذلك.

وإجراء لهذه القاعدة، فإذا ورد اللفظ مقيداً في موضع ولم يرد مطلقاً في موضع آخر، ولا قام دليل على إلغاء مفهوم القيد، فإن الحكم فيه أن يُعمل به مع قيده، ولا يحق لأحد أن يلغي القيد بدون دليل، وبناء على ذلك يكون القيد معتبراً في دلالة اللفظ المقيد على الأحكام واستنباطها منه حتى يقوم الدليل على إلغائه وعدم اعتباره في بيان تطبيق الحكم.
- ومن أمثلة المقيد الذي بقي على تقييده: قوله تعالى في كفارة الظهار:﴿وَالَّذِينَ يُظَاهِرُونَ مِنْ نِسَائِهِمْ ثُمَّ يَعُودُونَ لِمَا قَالُوا فَتَحْرِيرُ رَقَبَةٍ مِنْ قَبْلِ أَنْ يَتَمَاسَّا ذَلِكُمْ تُوعَظُونَ بِهِ وَاللَّهُ بِمَا تَعْمَلُونَ خَبِيرٌ ۝٣ فَمَنْ لَمْ يَجِدْ فَصِيَامُ شَهْرَيْنِ مُتَتَابِعَيْنِ مِنْ قَبْلِ أَنْ يَتَمَاسَّا﴾ [المجادلة:3–4]، فقد ورد صيام الشهرين في هذه الآية مقيداً بالتتابع، وبكونه قبل التماس، أي الاختلاط بالزوجة المظاهر منها، ولم يرد الدليل على إلغاء هذين القيدين، فيعمل بهما عند تطبيق الحكم، وعليه فلا يجزئ أن يصوم شهرين على التفريق.[1]
- ومن أمثلة المقيد الذي قام الدليل على أن القيد فيه ملغى: قوله تعالى في آية المحرمات من النساء:﴿وَرَبَائِبُكُمُ اللَّاتِي فِي حُجُورِكُمْ مِنْ نِسَائِكُمُ اللَّاتِي دَخَلْتُمْ بِهِنَّ﴾ [النساء:23]، فإن لفظ "ربائبكم" في الآية مطلق قد ورد تقييده فيها بقيدين:
  1. الأول: كون الربيبة في حجر زوج الأم.
  2. والثاني: كون أم الربيبة مدخولاً بها.

والقيد الأخير باق على معناه، لعدم الدليل الصارف له، فيعمل به عند استنباط الحكم وعليه فلا تحرم الربيبة إلا إذا كان الزوج قد دخل بأمها.

## حمل المطلق على المقيد
المطلق والمقيد إذا وردا، فإما أن يكون حكم أحدهما مخالفًا لحكم الآخر أو لا يكون، وإذا ورد لفظان "مطلق ومقيد" فهو على ثلاثة أقسام:
1. أن يكون في حكم واحد بسبب واحد: كقوله عليه السلام: "لا نِكَاحَ إلَّا بِوَليٍّ"،[35] وقال: "لا نِكَاحَ إلَّا بِوَليٍّ مُرْشِدٍ وَشَاهدَيْ عَدْلٍ،[36] فيجب حمل المطلق على المقيد، وقال أبو حنيفة لا يحمل عليه؛ لأنه نسخ، فإن الزيادة على النص نسخ، فلا سبيل إلى النسخ بالقياس، وقد بُين فساد هذا، في قوله تعالى:﴿فَتَحْرِيرُ رَقَبَةٍ﴾ [المجادلة:3]، ليس بنص في إجزاء الكافرة، بل هو مطلق يعتقد ظهور عمومه،[37] مع تجويز الدليل على خصوصه، والتقييد صريح في الاشتراط فيجب تقديمه.‌‌
2. أن يختلف الحكم: فلا يحمل المطلق على المقيد، سواءً اتفق السبب أو اختلف، كخصال الكفارة، إذا قيد الصيام بالتتابع،[38] وأطلق الإطعام؛ لأن القياس شرطه اتحاد الحكم، والحكم ههنا مختلف.[39]
3. أن يتحد الحكم ويختلف السبب: كالعتق في كفارة الظهار والقتل، قيد الرقبة في كفارة القتل بالإيمان، وأطلقها في الظهار،[40] وهو قول المالكية، وبعض الشافعية، لأن الله تعالى قال:﴿وَأَشْهِدُوا ذَوَيْ عَدْلٍ مِنْكُمْ﴾ [الطلاق:2]،[16] وقال في المداينة،﴿وَاسْتَشْهِدُوا شَهِيدَيْنِ مِنْ رِجَالِكُمْ﴾ [البقرة:282]،[41] ولم يذكر عدلان ولا يجوز إلا عدل، فظاهر هذا حمل المطلق على المقيد.[42][43]

## ‌‌‌‌أحوال المطلق والمقيد بالنسبة للحمل وعدمه
إذا خلا المطلق والمقيد عن القرائن الموجبة للحمل أو عدمه فلا يخلو الحال من أربعة أقسام:
1. أن يتفق الحكم والسبب: مثل إطلاق الدم في قوله تعالى:البقرة﴿إِنَّمَا حَرَّمَ عَلَيْكُمُ الْمَيْتَةَ وَالدَّمَ﴾ [البقرة:173]﴿إِنَّمَا حَرَّمَ عَلَيْكُمُ الْمَيْتَةَ وَالدَّمَ﴾ [النحل:115]،[12] مع تقييد الدم بكونه مسفوحًا في قوله تعالى: ﴿إِلَّا أَنْ يَكُونَ مَيْتَةً أَوْ دَمًا مَسْفُوحًا﴾ [الأنعام:145]، فالحكم: تحريم الدم، والسبب: ما في الدم من المضرة والإيذاء،[44] فالجمهور يقولون بحمل المطلق على المقيد في هذا القسم.[13]
2. أن يتفق الحكم ويختلف السبب: وذلك مثل إطلاق الرقبة في كفارة الظهار في قوله تعالى:﴿فَتَحْرِيرُ رَقَبَةٍ﴾ [المجادلة:3]، مع تقييد الرقبة بكونها مؤمنة في آية قتل الخطأ في قوله:﴿فَتَحْرِيرُ رَقَبَةٍ مُؤْمِنَةٍ﴾ [النساء:92]،[14] فالحكم: العتق، والسبب في الرقبة المطلقة الظهار، وفي الرقبة المقيدة بالإيمان قتل الخطأ، وهذا المطلق يحمل على المقيد عند أكثر العلماء.[45]
3. أن يتفق السبب ويختلف الحكم: مثل إطلاق الإطعام في كفارة الظهار في قوله تعالى:﴿فَمَنْ لَمْ يَسْتَطِعْ فَإِطْعَامُ سِتِّينَ مِسْكِينًا﴾ [المجادلة:4]، مع تقييد الصيام بكونه من قبل أن يتماسا في قوله تعالى:﴿فَمَنْ لَمْ يَجِدْ فَصِيَامُ شَهْرَيْنِ مُتَتَابِعَيْنِ مِنْ قَبْلِ أَنْ يَتَمَاسَّا فَمَنْ لَمْ يَسْتَطِعْ فَإِطْعَامُ سِتِّينَ مِسْكِينًا﴾ [المجادلة:4]،[44] فالسبب واحد وهو الظهار، والحكم في الأول الإطعام، وفي الثاني الصيام، فأكثر العلماء لا يحملون المطلق على المقيد في هذه الحالة.
4. أن يختلف الحكم والسبب: وهذا متفق على عدم الحمل فيه، ومثال ذلك: تقييد الصيام بالتتابع في كفارة اليمين،[46] في قوله تعالى:﴿فَصِيَامُ ثَلَاثَةِ أَيَّامٍ﴾ [المائدة:89]، مع إطلاق الإطعام في كفارة الظهار في قوله تعالى:﴿فَإِطْعَامُ سِتِّينَ مِسْكِينًا﴾ [المجادلة:4].[9][23]

## ‌‌موانع حمل المطلق على المقيد
1. إذا ورد قيدان متضادان وليس هناك مرجح لأحدهما على الآخر: وذلك مثل تقييد صوم الظهار بالتتابع في قوله تعالى: ﴿فَصِيَامُ شَهْرَيْنِ مُتَتَابِعَيْنِ﴾ [المجادلة:4]، وتقييد صوم التمتع بالتفريق في قوله:﴿فَصِيَامُ ثَلَاثَةِ أَيَّامٍ فِي الْحَجِّ وَسَبْعَةٍ إِذَا رَجَعْتُمْ﴾ [البقرة:196]، مع إطلاق صوم قضاء رمضان في قوله تعالى:﴿فَعِدَّةٌ مِنْ أَيَّامٍ أُخَرَ﴾ [البقرة:184].[12]
2. إذا وجدت قرينة مانعة من الحمل: كأن يستلزم حمل المطلق على المقيد تأخير البيان عن وقت الحاجة،[34][45] مثل اشتراطه ﷺ قطع أسفل الخفين للمحرم الذي لم يجد نعلين،[47] فهذا مقيد، وكان ذلك في المدينة، والمطلق أنه لم يشترط ﷺ القطع بل أطلق لبس الخفين، وكان هذا في عرفات،[48][49] فلا يحمل هنا المطلق على المقيد، قال ابن القيم: «لأن الحاضرين معه بعرفات من أهل اليمن ومكة والبوادي، لم يشهدوا خطبته بالمدينة، فلو كان القطع شرطًا لبينه لهم لعدم علمهم به، ولا يمكن اكتفاؤهم بما تقدم من خطبته بالمدينة،[44] وقال أحمد ومن تابعه: إن القطع منسوخ بإطلاقه للبس بعرفات، ولم يأمر بقطعٍ في أعظم أوقات الحاجة.[50]

## روابط خارجية
- المطلق والمقيد
- المطلق والمقيد حقيقتهما وأحكامهما
- كتاب نفحات من علوم القرآن - المطلق والمقيد